# SLNS Sagara
SLNS Sagara (Sagara oznacza morze) jest okrętem patrolowym (ang. offshore patrol vessel) typu Vikram służącym pod banderą Sri Lanki. Służył wcześniej pod nazwą CGS "Varaha" (41) w Indyjskiej Straży Przybrzeżnej, został wypożyczony Sri Lance w 2007.
Zadaniem "Sagara" jest patrolowanie lankijskich wód terytorialnych i międzynarodowych, w tym powstrzymywanie przemytu broni dla Tamilskich Tygrysów. Już pod nową bandera przeszedł dużą przebudowę w Indiach. Okręt wraz z innymi podobnymi jednostkami lankijskiej marynarki przechwycił kilka statków szmuglujących broń. We wszystkich tych przypadkach okręty były topione, gdy atakowały jednostki marynarki moździerzami.

## CGS Varaha
Okręt wszedł do służby 11 marca 1992. CGS "Varaha" (41) służył w Indyjskiej Straży Przybrzeżnej do czasu wypożyczenia Sri Lance.